# 山崎弘也
山崎 弘也（やまざき ひろなり、1976年〈昭和51年〉1月14日 - ）は、日本のお笑いタレント。お笑いコンビアンタッチャブルのボケ担当。相方は柴田英嗣。本名、山﨑弘也（読みは同じ）。愛称は、ザキヤマ。
埼玉県春日部市出身。プロダクション人力舎所属。スクールJCA3期生。

## 経歴
春日部市立牛島小学校、春日部市立東中学校、埼玉県立春日部工業高等学校卒業。
当初は俳優志望であり、武田鉄矢に憧れていた。俳優事務所に履歴書を送ったが、返信用切手を入れ忘れたために即不採用となった。その後は芸人を志し、雑誌でスクールJCAの広告を見つけて応募し、合格。芸人ではダウンタウン（特に松本人志）に憧れていた。
- 1994年、プロダクション人力舎のタレント養成所スクールJCAに入学。同期生の柴田英嗣とお笑いコンビ「アンタッチャブル」を結成。
- 2004年、『爆笑オンエアバトル』（NHK）第6回チャンピオン大会で優勝。
- 2004年、『M-1グランプリ2004』（テレビ朝日）で優勝を果たす。その後のコンビ活動の詳細は「アンタッチャブル」を参照。
- 2008年、初の冠番組『有田&山崎のおしゃべり太郎』（テレビ東京）が不定期に放送。
- 2009年、『アメトーーク!』（テレビ朝日）で「後輩・山崎に憧れている芸人」回が放送され、それを機に本格的にブレイクする[2]。
- 2010年
  - 1月末より相方・柴田が芸能活動を1年間休業。柴田の復帰（2011年1月）後もアンタッチャブルはコンビ活動が一旦休止となる。
  - 7月、地上波初の単独冠番組『流行りモノ乗っかりバラエティ ザキヤマが来るーッ!!』（テレビ朝日）が放送[3]。
  - 10月、『アンタッチャブル山崎弘也の休日inリビア』（フジテレビ）が放送[4]。同番組ではカダフィ大佐独裁体制下のリビアを取材。2011年3月にはリビア内戦が勃発しカダフィ体制が崩壊したため貴重な記録となった[注 1]。
- 2019年
  - 10月、出身地である埼玉県春日部市の「かすかべ親善大使」に就任[5]。
  - 11月、『全力!脱力タイムズ』（フジテレビ）で約10年ぶりに相方・柴田と共演し、漫才を披露した。以降、コンビ活動を再開[6]。

## 芸風
- 底抜けに明るく「テキトー」なキャラクターで、小ボケを自由奔放に繰り出し周囲にツッコませ、自分を中心とした笑いの流れを臨機応変に作り出す。「お笑い界の『ウワバミ』」[7]「（山崎がいると）山崎を活かすためのワントップ”山崎シフト”が自然と組まれる」と評されたことがある。本人は自身の根本にあるのは「いかに怒られずに楽しくやれるか」であり[2]、テレビでも舞台でも「目の前のお客さんを全力で笑わせる」というスタンスだと語っている[8]。
- 放送作家のオークラは、若手時代の山崎がくりぃむしちゅー・有田やX-GUN・さがねら先輩芸人によるボケのむちゃぶりに鍛え上げられたことが現在の芸風の覚醒に繋がったと述べている[9]。
- 登場時のギャグ「ザキヤマが、○○（場所名等）に、来るー！」は、山本高広による織田裕二のモノマネ「キター！」のセリフと動作を真逆にアレンジしたもの[注 2]。
- 白いシャツに白いネクタイ、黒のスラックスという衣装が定番化している。これは結婚式の帰りをイメージしている。若手時代にくりぃむしちゅーの有田哲平に相談して決めた。本人は「あまりにもお金がなさ過ぎて同じものを着たかった、というのが大きい」と述べている[10]。

## エピソード
- 母、姉からは「ヒロちゃん」、父からは「弘也」と呼ばれている。
- 元・高校球児で、現在も芸人仲間と甲子園や神宮球場に高校野球を見に行くほどの野球ファン[11][12]。若手時代はコンビで共に伊集院光率いる草野球チーム「ビッグ・アスホールズ」に所属しており、伊集院からは「山崎はいいピッチャーだった」と評価を受けている[13]。
- 人力舎のタレント養成所JCAにおける授業態度は「めちゃくちゃ真面目」[14][15] で、ほぼ皆勤賞だった。朝早く埼玉から来校し、次第に欠席者が増えていく午前中のタップダンスや発声の授業にも出席していた。教室のドアを開けたら校長と山崎がマンツーマンで向かい合ってタップを踏んでいた、というエピソードが相方・柴田から明かされている[16]。
- 若手時代は、松本人志のように普段寡黙で口を開くと面白いことを言う芸風を真似していたが[1]、素のキャラクターとのギャップで「生活にひずみ」が出てきたため断念[17]。ある日の事務所ライブから現在の衣装とハイテンションなキャラクターに変貌した。相方にすら相談がない突然のキャラ転換だったので、観客だけでなく舞台袖も驚いたという[18]。
- 2015年8月一般人女性と結婚[19]。2016年7月第1子が誕生[20]。2019年12月、第2子の誕生を相方・柴田のInstagram上で発表[21]。
- ゴルフが趣味でベストスコアは74。おぎやはぎ・矢作によると、山崎は「ゴルフに関してはすごいまじめ」「テキトーさゼロ」であり、熱心な練習の鬼でパターの練習が大好き。[22]。アメトーークの「意外とゴルフやってる芸人」回でも「ゴルフは笑いに出来ない」という理由から、ゲストを断りMC席でゴルフの知識を次々と披露した[23]。なお、2019年のZOZO CHAMPIONSHIPにおけるタイガー・ウッズの写真には観客席の山崎の姿が映り込んでいる[24]。
- くりぃむしちゅーの有田哲平を慕っており、若手時代は運転手を務めたり、同じマンションで暮らしていたこともある。山崎は売れなかった頃芸人を辞めてくりぃむしちゅーの座付き作家になろうと本気で考えていたが、辞めると決めて挑んだ2003年のM-1グランプリで3位になったため考え直した。アンタッチャブルの活動再開についても有田に相談し、結果的に『全力!脱力タイムズ』における復活劇に繋がった[17][25]。
- カンニング竹山と仲が良く共演も多い。竹山の携帯のGPS機能を使って常に位置情報を把握し、テレビ番組等でたびたびネタにしている[26]。
- 山崎の「崎」はかつては戸籍上「﨑」となっていたが、訂正するのが面倒だったため「崎」に変えた[27]。

## 出演
コンビとしての出演はアンタッチャブル (お笑いコンビ)#出演作品を参照。

### テレビ

#### 現在の出演番組
レギュラー番組
- クイズプレゼンバラエティー Qさま!!（2004年10月7日 -  、テレビ朝日）
- スクール革命!（2009年4月5日 - 、日本テレビ）
- ザキ山小屋（2014年10月10日 - 、朝日放送） - MC
- キントレ（2023年7月1日 - 、日本テレビ）

不定期出演
- ロンドンハーツ（テレビ朝日）
- アメトーーク!（テレビ朝日）
- 世界くらべてみたら（TBS）
- EIGHT-JAM（テレビ朝日）

スペシャル番組
- 土曜スペシャル「ザキヤマの○○旅」シリーズ（テレビ東京）
  - ザキヤマの電動カート旅（2019年6月1日）
  - ザキヤマの湯けむりカート聞きこみ旅（2019年12月21日）
  - ザキヤマの御殿めぐりであざ～す旅（2020年10月24日）
  - ザキヤマの街道歩き旅（2021年10月30日 - ）

#### 過去の出演番組
レギュラー番組
- いきなり!黄金伝説。（2005年4月7日 - 2016年9月22日、テレビ朝日）
- VS嵐（2017年1月3日 - 2020年12月24日） - 不定期出演[注 3]
  - 2017年1月3日 ザキヤマ軍団
  - 2017年4月13日 嵐チーム プラスワンゲスト
  - 2017年7月27日 嵐チーム プラスワンゲスト
  - 2018年4月12日 VS嵐常連軍団
  - 2018年7月26日 ザキヤマ軍団
  - 2020年12月24日 BABA嵐
- バカヂカラ（2009年4月6日 - 2011年3月27日、TOKYO MX）
- ラボ☆マイスター（2009年4月8日 - 9月23日、フジテレビ） - MC
- おぎやはぎのそこそこスターゴルフ（2009年4月 - 2010年3月・2010年4月 - 9月、BSジャパン、テレビ東京） - 準レギュラー
- ウェルカムTV（2009年10月18日 - 2010年9月4日、テレビ東京）
- アンタッチャブル山崎の実録現役サラリーマン言い訳大全 （ファミリー劇場） - MC
- みんなでニホンGO!（2010年4月1日 - 2010年9月30日、NHK総合） - MC
- あいまいナ!（2010年4月9日 - 2011年4月15日、TBS） - MC
- くらべるくらべらー（2010年11月10日 - 2011年7月20日、毎日放送）
- お説教アイドル 叱るGENJI（2011年4月8日 - 2014年]9月19日、朝日放送） - MC
- 5MEN旅（2011年4月9日 - 2012年3月21日、日本テレビ）
- ザキロバ!アシュラのススメ（2011年4月12日 - 2014年3月25日、メ〜テレ） - MC
- フジテレビからの〜!（2011年4月21日 - 2012年9月27日、フジテレビ） - MC
- ザキ神っ! 〜ザキヤマさんとゆかいな仲間たち〜（2011年4月22日 - 2011年9月30日、TBS） - MC
- キカナイト → キカナイトF（2011年7月5日 - 2012年9月21日、フジテレビ） - MC
- ブラっと嫉妬（2011年7月7日 - 9月29日、関西テレビ） - MC
- 森田一義アワー 笑っていいとも!（2011年10月 -  2014年3月、フジテレビ）
- 笑っていいとも!増刊号（2011年 - 2013年、フジテレビ）
- おじゃMAP!!（2012年1月25日 -  2018年3月28日[28]、フジテレビ） - MC
- 日曜×芸人（2012年4月15日 - 2014年3月30日、テレビ朝日） - MC
- 竹山のやりたい100のこと〜ザキヤマ&河本のイジリ旅〜（2012年5月4日 - 2013年2月17日・2013年5月5日 - 2014年2月13日・2014年9月23日 - 2015年2月10日、フジテレビONE） - MC
- コンちゃんテンちゃん（2012年10月18日 - 2014年6月26日、フジテレビ） - MC
- 名古屋ほじくりバラエティ ザキロバ○○（仮）（2014年4月26日 - 9月6日、メ〜テレ） - MC
- ギャンブル・ザ・ワールド（2014年4月21日 - 6月30日、TBS） - MC
- ホットドッグ・プレスTV（2015年4月7日 -  2016年9月27日、BS日テレ） - MC
- 指原カイワイズ（2015年10月14日 -  2016年9月14日、フジテレビ） - MC
- さしこく〜サシで告白する勇気をあなたに〜（2016年10月12日 - 2017年3月15日、フジテレビ）- MC
- 帰れまサンデー（2016年10月9日 -2018年3月25日 、テレビ朝日）- 午前時代は週替わりMC、夕方時代はMCまたはゲストとして出演。
- ザキとロバ（2016年4月29日 -2018年9月28日 、メ〜テレ） - MC
- 有吉弘行のダレトク!?（2013年10月8日 -2019年3月19日 、関西テレビ）
- 東京らふストーリー（2018年4月6日 -2019年3月30日 、テレビ朝日） - MC
- すじがねファンです!（2019年10月3日 – 2020年3月19日） - サブMC
- 26時“ちょい前”のマスカレイド（2020年2月21日 - 3月27日、日本テレビ） - MC
- King & Princeる。（2022年1月16日 - 2023年5月、日本テレビ） - 準レギュラー
- VS魂→VS魂グラデーション（フジテレビ） 
  - スタジオ進行役（2021年7月15日 - 2022年4月21日）[注 4]
  - 対戦ゲストチームの助っ人（2022年4月28日 - 2023年9月28日）

スペシャル・単発不定期番組
- 有田&山崎のひきだし太郎（2008年1月3日 - 2011年7月9日、テレビ東京） - MC
- KYニュース（2008年3月4日、フジテレビ）
- 高田純次＆宮根誠司＆アンタッチャブル山崎テキトー男3人旅in熱海（2010年1月4日、中京テレビ）  - MC
  - テキトー男3人旅 京都改め飛騨高山（2011年1月4日） - MC
  - テキトー男3人旅 お伊勢参りに行く〜！（2012年1月4日） - MC
  - 高田純次・ザキヤマ・土屋アンナのテキトー旅in南の島（2014年1月4日） - MC
- 流行りモノ乗っかりバラエティ ザキヤマが来るーッ!!（2010年7月23日、テレビ朝日） - MC
- アンタッチャブル山崎弘也の休日inリビア（2010年10月6日、フジテレビ）
- 笑っていいとも!特大号（2011年 - 2013年、フジテレビ）
- ザキヤマ・純次のザ・ノーコントロール～テキトーな夜をあなたに～（2012年2月4日、テレビ朝日） - MC
- 美女と野獣の嫁探しツアーin九州（2012年8月4日、FBS福岡放送・日本テレビ系）
- ザキヤマサンタのガールズ☆Xmas（2012年12月1日、TBS）
- 有吉VSザキヤマの…驚き!フォトろき写真館（2012年12月15日、日本テレビ）
- ザキヤマ＆ひとりのこの街どうすか!?（2014年1月19日、日本テレビ） - MC
- ゴン中山&ザキヤマのキリトルTV（2014年11月30日 – 2017年8月5日、テレビ朝日）
- 仕返さナイト（2014年11月23日・30日 、2015年3月27日、テレビ朝日） - MC
- 熱い夏がやってクル～!ザキヤマの“めざせ!甲子園スペシャル”（2015年7月18日、メ〜テレ） - MC
- 開幕直前!渡部・ザキヤマの高校野球研究部（2016年 - 2019年、ABC） - MC
- メ〜テレ開局55周年記念番組「メ〜テレトップ会談」（2017年2月25日）
- ザキヤマひとり（2017年4月10日、フジテレビ）- MC
- 超絶気持ちいい瞬間（2017年 – 2018年、フジテレビ）
- ザキヤマのおピンキリちゃん（2018年12月28日（27日深夜）、テレビ愛知） - MC
  - ザキヤマの名古屋おピンキリちゃん（2019年12月28日（27日深夜）、テレビ愛知） - MC
- 黄色いハンカチ突撃隊（2019年10月19日・2021年8月8日、フジテレビ）
- 爆笑77連発！“止められない!世界ヤミツキ映像フェス”（2020年1月17日、テレビ東京） - MC
  - 芸能人がガチでハマった爆笑映像大連発!“世界ヤミツキ映像フェス”（2020年3月27日、テレビ東京） - M 　C
- ザキヤマが○時○分、そこ行きます！ロケスケ流出ふれあい旅（2020年2月5日、テレビ東京）[29] - MC
- モンダイな条文〜世界の“謎ルール”〜 （2020年2月11日他、NHK） – 法の女神テミス（天の声）
- ひとまかせ総本山まるなげ寺（2020年5月31日、関西テレビ） - MC
- ブレイクマンデー24 矢作と山崎とイケメンパラダイス（2020年6月30日（29日深夜）、フジテレビ） - MC
  - フジバラナイトFRI 矢作と山崎と（2022年10月22日（21日深夜）、フジテレビ） - MC
- ザキヤマの部屋に在庫がやってくるゥ!芸能人が部屋に届いた在庫を売り切る過酷ロケ（2021年1月4日他、テレビ東京）- MC
- 帰省代行!ザキヤマがいく～!!（2021年5月15日他、BS日テレ） - MC
- 水曜NEXT!「アガるご当地検証バラエティ ポンポンジャポン」（2021年6月9日・16日、フジテレビ） - ポン犬8公（MC）
- Around the corner（2022年3月9日、フジテレビ）
- 遠隔トークHOUSE 別室から失礼します!!（2022年8月27日、フジテレビ） - MC
- ポテンシャル研究所（2022年3月27日（サンバリュ）・7月1日・10月18日、日本テレビ） - チーフ研究員（MC）
- ザキヤマ＆トリンドルの全力(フルパワー)収穫祭!（2022年12月24日、ABC）

### ラジオ
現在の出演番組
- エネクル presents まいにちザキヤマ（2020年2月3日 - 、NACK5）[30]

### ウェブテレビ
- 廻る!ザキヤマ相談室（2011年10月、BeeTV） - MC
- 竹山のやりたい100のこと〜ザキヤマ&河本のイジリ旅〜シリーズ　第4 – 7作（FOD）
  - 竹山の免許がない!〜ザキヤマ＆河本のイジリ教習所〜（全9回、2016年）
  - 竹山ブートキャンプ!〜ザキヤマ＆河本のイジリトレーニング〜（全8回、2016年）
  - 熱血!ガチギレ竹八先生〜ザキヤマ＆河本のイジリ学校〜（全7回、2017年）
  - そして竹山、政治家になる〜ザキヤマ＆河本のイジリ党〜（全6回、2018年）
- 有吉弘行の脱ぬるま湯大作戦（2018年8月3日 – 24日、Amazonプライム・ビデオ）
- 矢作と山崎と（2017年3月28日 - 2019年3月29日・2022年3月30日、FOD）
  - 矢作と山崎とイケメンパラダイス (2020年2月7日 - 5月1日（全4回）、FOD）※Amazonプライムなどでは「矢作と山崎と」シーズン2として再配信している。
- はじめまして!IZ*ONEのファーストステップin日本（2019年1月6日・13日、AbemaTV） - MC
- アメトーークオンラインライブ「パクりたい-1グランプリ」「ナダル・アンビリバボー」（2022年2月5日、アメトーークCLUB）[31]

### ドラマ
- リップスティック（1999年、フジテレビ） - 第9話 - 松田理恵子(演・伊藤歩)の彼氏役
- 幸せになろうよ（2011年5月2日、フジテレビ） - 第3話
- ミステリなふたり（2015年4月20日、メ〜テレ） - 第2話

### CM
- カゴメ「野菜で正常化」（2007年）
- トヨタ自動車（2010年）
- サントリー食品インターナショナル（サントリーフーズ） 黒烏龍茶（2012年）
- キリンビール チューハイ 本搾り（2013年）
- ブラザー工業（2013年） - 丹下段平の声
- ゼクシィ（2013年）
- PIZZA-LA（2014年）
- グリコ GABA WebCM（2015年）
- カプコン ニンテンドー3DS用ソフト「大逆転裁判 -成歩堂龍ノ介の冒險-」（2015年）[32]
- アサヒビール「アサヒ オフ」（2017年） - ナレーション
- ミセスロイド（2017年）
- 堀川産業　エネクル　（2017年）※外部リンク
- SoftBank（2018年）
- 映画『来る』（2018年）[33]
- オッズパーク（2018年 - ） - コンビ復活前は山崎単独
- サントリー特茶（2020年） - Web動画
- PayPayフリマ（2021年）
- リケン ふりかけるザクザクわかめ　ザクやま編（2024年）
- ハウスウェルネスフーズ ウコンの力（2024年）[34]

### テレビアニメ
- クレヨンしんちゃん - （2015年6月12日、第864話、テレビ朝日） - 本人 役
- おじゃる丸 - (2024年11月25日、NHK) - 万能ロボットのスゴスギ 役

### 劇場アニメ
- それいけ!アンパンマン ふわふわフワリーと雲の国（2021年6月25日、東京テアトル） - 雲の長老 役[35]

### 吹き替え
- バーン・ノーティス 元スパイの逆襲（2009年、20世紀フォックス ホーム エンターテイメント）[36] - シーズン1第8話
- スマーフ2 アイドル救出大作戦!（2013年8月16日、東宝東和） - ハッカス〈声：J・B・スムーヴ〉 役

### ミュージックビデオ
- ジェジュン「Brava!! Brava!! Brava!!」（2020年3月11日発売）[37]

### イベント
- 第2回AKB48大運動会（2015年5月9日、有明コロシアム） - 大会実行委員長
- 東京03 FROLIC A HOLIC ラブストーリー「取り返しのつかない姿」（2015年6月7日、赤坂ACTシアター） - ゲスト出演。DVD収録。
- 第1回AKB48グループ対抗大運動会（2015年8月25日、東京ドーム） - 大会実行委員長
- 祝 高橋みなみ卒業“148.5cmの見た夢”in 横浜スタジアム「第1回AKB48グループ 東西対抗歌合戦」（2016年3月27日、横浜スタジアム） - 総合司会
- 東京03 FROLIC A HOLIC「何が格好いいのか、まだ分からない。」（2018年2月25日、日本青年館）- ゲスト出演。DVD収録。

### その他
- プロ野球中継（フジテレビ） - 里崎智也と共に実況中継の副音声を務めることがある。

## ディスコグラフィ

### DVD
- 有田哲平監督作品「特典映像」上巻～矢作兼・岡田圭右・山崎弘也～（「特典映像」は全3巻、2008年3月26日、コンテンツリーグ）
- おぎやはぎのそこそこスターゴルフ（全9巻、2009年 – 2010年、デイライト）
- アンタッチャブル山崎の実録 現役サラリーマン言い訳大全（全2巻、2010年10月2日、ハピネット）
- アンタッチャブル山崎弘也の休日inリビア（全2巻、2010年11月17日、フジテレビ）
- あいまいナ!（全2巻、2011年、	TCエンタテインメント）
- ブラっと嫉妬（全3巻、2012年1月25日、アニプレックス）
- 叱るGENJI The DVD（全2巻、2012年、ポニーキャニオン）
- 竹山のやりたい100のこと〜ザキヤマ&河本のイジリ旅〜シリーズ　第1 – 3作
  - 竹山のやりたい100のこと〜ザキヤマ&河本のイジリ旅〜（全5巻、2012 – 2013年、ポニーキャニオン）
  - 竹山エンディングノート〜ザキヤマ&河本のイジリ天国〜（全5巻、2013 – 2014年、ポニーキャニオン）
  - 竹山、芸人やめるってよ〜ザキヤマ&河本のイジリクルート（全3巻、2015年、ポニーキャニオン）
- 日曜×芸人（全3巻、2013年、アミューズソフト）
- アンタッチャブル山崎のゆる～い関係（2013年12月18日、コンテンツリーグ）

## アプリ
- iOS・Androidアプリ「ザキヤマのクイズがくる～!? by Hot-Dog PRESS」（2015年5月12日配信）